# XTX Markets
XTX Markets Limited è una società britannica di trading algoritmico con sede a Londra. È stata fondata nel gennaio 2015 da Alexander Gerko, che attualmente è co-CEO insieme ad Hans Buehler. L'azienda  utilizza algoritmi per negoziare la differenza nei prezzi di mercato in una varietà di mercati.
XTX è un fornitore di liquidità basata su dati quantitativi che collabora con controparti, borse e sedi di e-trading a livello globale per fornire liquidità nei mercati azionari, valute e delle materie prime.  La società è posseduta per la maggior parte da Gerko, che detiene il 75 per cento delle attività.
La società ha sede a Londra, Regno Unito ed è stata fondata da Alexander Gerko nel 2015, come costola di GSA Capital.
XTX produce profitti prendendo minuscoli guadagni da milioni di posizioni aperte giornalmente nei mercati valutari, azionari, delle materie prime e nelle criptovalute. Offre prezzi più vantaggiosi dei suoi rivali agli investitori che intendono comprare o vendere asset in questi mercati. Gestisce operazioni del valore di 250 miliardi di dollari su base giornaliera.
I quant di XTX usano il machine learning per monitorare trilioni di informazioni e dati finanziari allo scopo di creare modelli statistici che sappiano quando e come prezzare diversi asset per i propri investitori. tutto ciò richiede un'enorme potenza di calcolo. L'interesse di Gerko e XTX per l'intelligenza artificiale è enorme e si è concretizzata con investimenti precoci in start up come Anthropic, Groq e Wayve fra gli altri.
Le operazioni di XTX sono eseguite tramite un supercomputer in Islanda, dove il clima freddo tiene bassi i costi di raffreddamento e il geotermico assicura energia a basso costo. La memoria del supercomputer si attesta sui 400 petabyte di dati ottenuti con investimenti totali di 150 milioni di sterline su oltre 25000 chip AI, secondo quanto riportato dal Financial Times. La maggior parte di essi sono delle ultime tre generazioni di chip Nvidia che rendono XTX una dei clienti corporate più grandi dopo i governi di stati nazionali, appaltatori dei dipartimenti di difesa e Tesla.